# Muzeum dzieciństwa
Muzeum dzieciństwa – szósty tom wierszy w dorobku Leszka Engelkinga, wydany w 2011 przez Wojewódzką Bibliotekę Publiczną i Centrum Animacji Kultury w Poznaniu w serii „Biblioteka Poezji Współczesnej”, ISBN 978-83-62717-13-2.

## Charakterystyka tomu
Książka liczy 88 stron. Składa się na nią 77 wierszy, co nie jest przypadkiem, gdyż liczba 7 to liczba magiczna, a motyw symboliki liczb przewija się przez cały tom. Kompozycja książki opiera się na lejtmotywach, z których wymienić można m.in. motyw tytułowego muzeum, śmierci, cmentarza, umarłych, zniszczenia, aniołów, pamięci, wody, kopalni, filmu, zoo, cyrku, zabaw dziecięcych, futbolu, budzącego się erotyzmu, pociągów, tramwajów, detektywa i śledztwa.
Tytuł jest wieloznaczny. Odwołuje się do realnie istniejącego Muzeum Dzieciństwa w Edynburgu (pierwszy utwór tomu opatrzony jest mottem z autentycznego przewodnika po Szkocji), zarazem jednak tytułowym muzeum jest pamięć, przeszłość, a także miasto dzieciństwa. Nazwa miasta w całym tomie ani razu nie pada (choć w jednym z wierszy jest zaszyfrowana), ale rozmaite realia (aktualne i historyczne nazwy ulic i placów, lokali gastronomicznych, przezwiska postaci, fakty historyczne) jednoznacznie wskazują na górnośląski Bytom, gdzie urodził się i wychował autor książki, w której odnaleźć można elementy autobiografii. Warto też zauważyć, że pojawiają się w tomie odwołania do bytomskiego Muzeum Górnośląskiego. Ponadto okładka (projekt Piotra Zdanowicza) wykorzystuje fotografie wykonane właśnie w Bytomiu.
W utworach tomu pojawia się wiele wtrętów obcojęzycznych, wszystkie wiersze, oprócz pierwszego i ostatniego, kończą się – co stanowi zasadę kompozycyjną – słowami lub frazami w językach innych niż polski, przy czym mamy tu nie tylko angielski, niemiecki, francuski, hiszpański czy rosyjski, ale również na przykład czeski, portugalski, słowacki, szwedzki i ukraiński oraz starożytną grekę, łacinę i biblijny hebrajski, pojawia się też śląski. Wiele ze wtrętów obcojęzycznych to cytaty ze dzieł literatury światowej, na przykład z Homera, Dantego, Szekspira, Goethego, Tiutczewa, Nietzschego, Rilkego czy André Bretona. Sporo jest też w tomie aluzji literackich, mitologicznych, muzycznych, filmowych i plastycznych, na przykład do malarstwa Fragonarda i Paula Delvaux, co czyni go – kolejne znacznie tytułu – swoistym muzeum światowej kultury.
Wielojęzyczność wierszy podkreśla historyczną wielojęzyczność miejsca, o którym książka traktuje, ale także, jak zauważa w swej recenzji Krystyna Rodowska wprowadza wymiar sakralny, wymiar obrzędu, mszy odprawianej w nie zawsze zrozumiałym języku. „Engelking - pisze - odprawił swoistą mszę za duszę miasta-świata, miasta-siebie. Liturgia »innych języków« wzięła pod ochronę jego tajemnicę”. Z kolei Leszek Szaruga uważa, iż owa wielojęzyczność „sytuuje bohatera tych utworów poza doraźnym tu i teraz, czyni zeń obcego”, a zarazem „odsyła do jakiegoś »języka języków« czy też – jeszcze inaczej – do języka prywatnego, na skroś własnego, często kreowanego w dziecięcych zabawach”. Małgorzata Pieczara zaś zwraca uwagę na pokrewieństwo końcówek wierszy w językach obcych z wielojęzyczny mi napisami pod eksponatami w muzeach. Wreszcie Piotr W. Lorkowski widzi w nich przede wszystkim element gry z czytelnikiem, któremu tekst utworu zadaje zagadki.
Kompozycję tomu nazwać można również kolistą, gdyż pierwszy i ostatni wiersz mają ten sam tytuł (identyczny z tytułem tomu) i jako jedyne podają datę i miejsce (szkocki zamek Hawthornden) powstania. Utwory pisane są na ogół wierszem wolnym, niektóre jednak zmierzają do regularności lub też są w całości rytmicznie regularne, co niekiedy maskowane jest niezgodnym z metryką rozbiciem na wersy; napięcie między brakiem regularnego rytmu i jego obecnością jest znaczące dla wymowy książki. Inne jej ważne opozycje to życie – śmierć, teraźniejszość – przeszłość, rzeczywistość empiryczna – wyobrażenia, fantazje, sny.
Tom nominowany był w 2012 do Warszawskiej Nagrody Literackiej w dziedzinie poezji oraz do Orfeusza - Nagrody Poetyckiej im. K.I. Gałczyńskiego.
Jeszcze przed opublikowaniem książki w Saragossie w wydawnictwie entretrés ukazał się dwujęzyczny, hiszpańsko-polski tomik zawierający osiem wierszy, które później do niej weszły: Museo de la infancia (tłum. Gerardo Beltrán, Xavier Farré i Abel Murcia). Również zanim ukazała się polska książka, spory blok wierszy, które się w niej znalazły, ogłosiło w czeskim przekładzie Václava Buriana pismo „Listy” (2009, vol. XXXIX, nr 1). Publikacji tej towarzyszył tekst Engelkinga pt. Mé bytomské básně (Moje bytomskie wiersze). Kilka z utworów tomu opublikowano również w tłumaczeniu na język litewski (przeł. Rimantas Kmita).
Do Muzeum dzieciństwa nawiązuje tom Suplement (Dom Literatury w Łodzi, Łódź 2016, ISBN 978-83-62733-48-4). Książka ta zawiera poemat Kwarantanna oraz czterdzieści jeden wierszy (czterdziestka to tradycyjna liczba dni kwarantanny, czterdziesty pierwszy wiersz sugeruje, że kwarantanna nie zakończyła się w przewidywanym czasie, trwa nadal i zapewne trwać będzie). Oba tomy tworzą poetycką dylogię, poświęconą miastu dzieciństwa, pamięci i przemijaniu.

## Literatura
- Artur Jabłoński, Podróż sentymentalna. "Nowe Książki" 2012, nr 3 (1117), s. 16-17
- Marcin Hałaś, Bytom w wierszach. "Życie Bytomskie" 2012, nr 8 (2851), z 20. 02, s. 12
- Piotr Wiktor Lorkowski, Poszukiwacz czasotrwałych treści. "Topos" 2012, vol. XIX, nr 4 (125)
- Leszek Szaruga, Świat poetycki (LIV). "Zeszyty Literackie" 2012, r. XXX, nr 3 (119), s. 183-184, s. 175-177
- Andrzej Dorobek, Muzeum dzieciństwa, "Gościniec Sztuki", r. XVI, nr 1/18, Płock 2012, s. 154-155
- Krystyna Rodowska, Miasto zwielokrotnione "Twórczość" r. LXVIII, 2012, nr 12 (805), s. 107-109
- Karolina Pospiszil, Obrazy Górnego Śląska w literaturze polskiej i czeskiej po 1989 roku, Wydawnictwo Uniwersytetu Śląskiego, Katowice 2016, ISBN 978-83-8012-976-4, s. 12, 123, 126, 129-130, 168-170. 176-177, 179, 182, 186, 189, 197